# حي الخضراء (تونس)

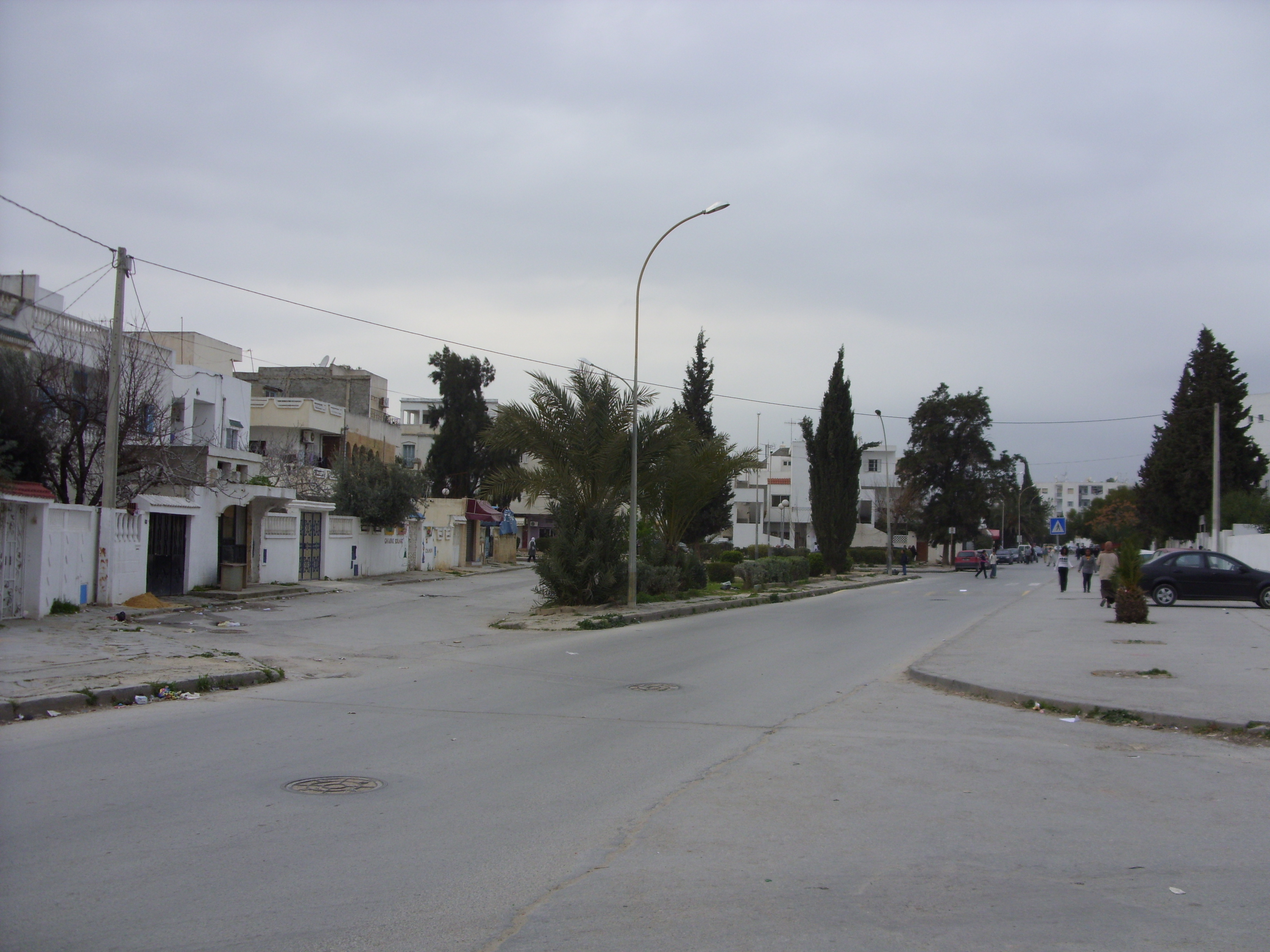
مشهد من شارع ابن ماجة في حي الخضراء

حهو أحد أقدم الأحياء الشعبية بشمال العاصمة التونسية، وهو يحاذي الحي الأولمبي والمنزه.  ينطوي الحي على قسم إداري يضم عدة مقرات لمنظمات وهيئات مثل الاتحاد التونسي للصناعة والتجارة والصناعات التقليدية والاتحاد التونسي للفلاحة والصيد البحري والهيئة العربية للطاقة الذرية.هو أقدم حي شعبي بتونس.